# Grande Salão do Povo
O Grande Salão do Povo (em chinês simplificado: 人民大会堂; em chinês tradicional: 人民大会堂; pinyin: Rénmín Dàhuìtáng) está situado na extremidade ocidental da Praça Tiananmen, em Pequim, China. É utilizado pelo poder legislativo e para efetuar cerimônias e atividades pela República Popular da China e pelo Partido Comunista Chinês. Funciona como o edifício parlamentar da China. 

## História
O Grande Salão do Povo foi inaugurado em Setembro de 1959. Foi construída para ser uma das "Dez Grandes Construções" no 10º aniversário do República Popular da China, tendo sido construída em 10 meses por voluntários.

## Arquitetura

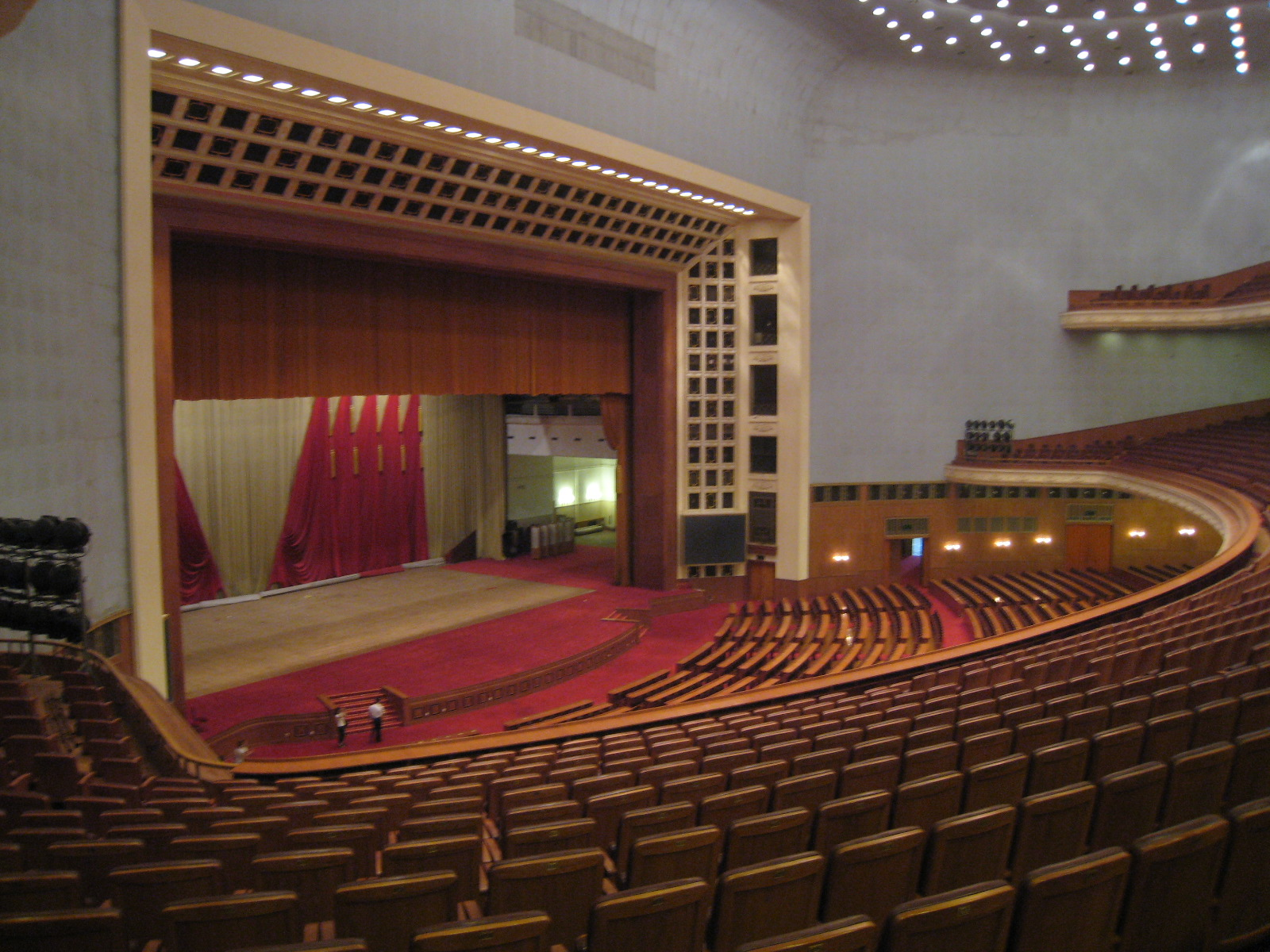
O auditório principal.

O Grande Salão do Povo foi desenhado por Zhang Bo. O edifício possuí 171 800 metros quadrados (1 849 239 m²), tem 356 metros de comprimento e 206,5 metros de largura. Na calha do portão principal há o emblema nacional do República Popular da China. 
O Grande Salão do Povo é constituída de três seções. A seção central inclui principalmente o Grande Auditório, o Auditório Principal, o Congresso Municipal, o Salão Central, o Salão de Ouro e outros grandes salões. A segunda seção o Salão do Banquete do Estado, o Salão Norte, Salão Leste, Salão Oeste e outros salões magníficos. A terceira seção é o edifício do Comité Permanente do Congresso Popular da China. Cada província, região administrativa especial ou região autónoma da China tem sua própria sala no Grande Salão, como o Salão de Pequim, Hong Kong e Taiwan. Cada sala tem as características únicas da província e está decorado segundo o estilo local.

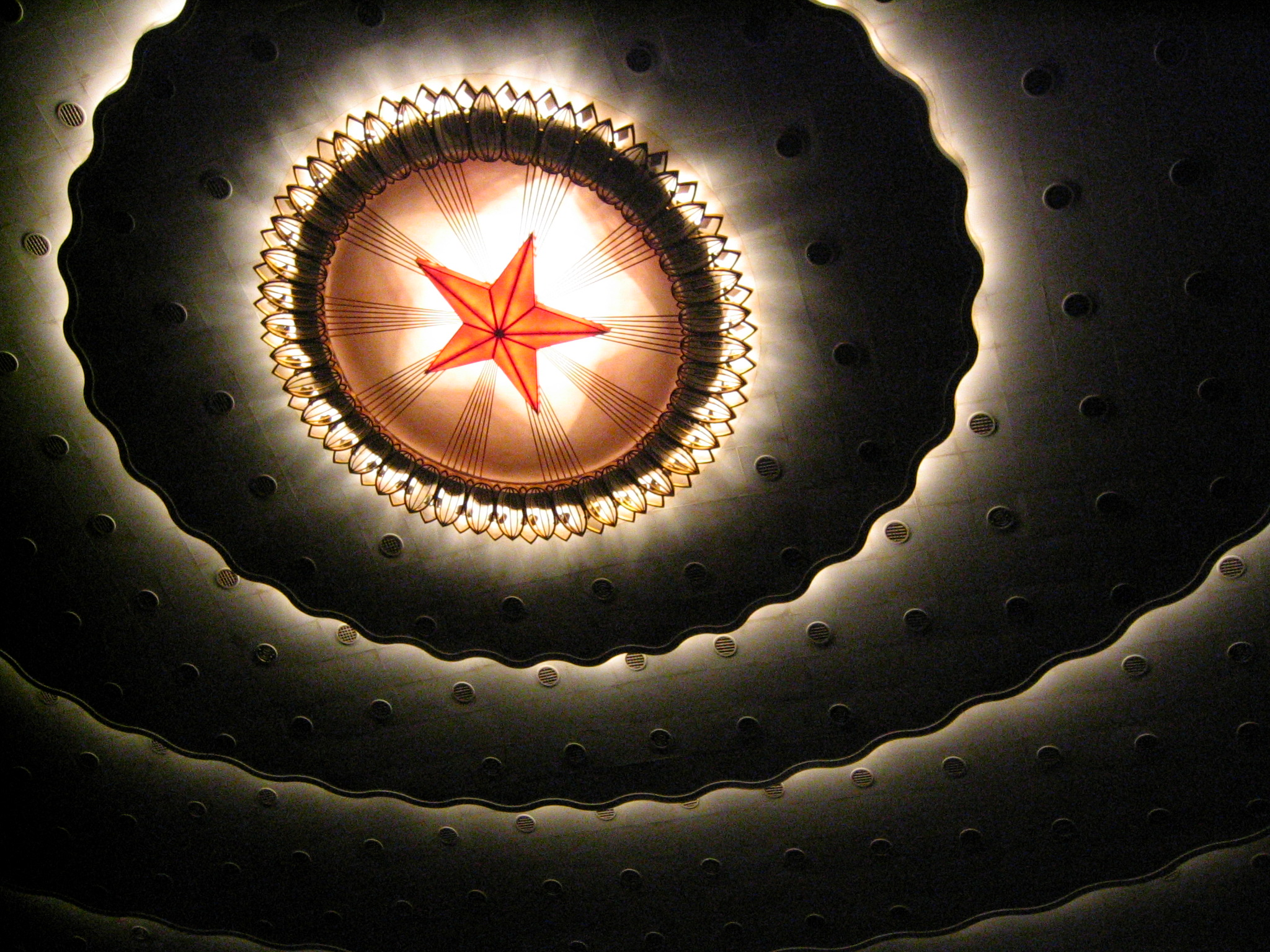
O teto do Auditório Principal.

O teto do Grande Auditório do Povo, o auditório principal do Grande Salão do Povo, possui 90 000 metros cúbicos, 3 693 lugares no auditório menor, sendo o local em que os líderes do governo fazem seus discursos. Pode simultaneamente abrigar 10 000 representantes. O teto está decorado com uma galáxia de luzes, com uma grande estrela vermelha no centro, e um padrão de ondas de água nas proximidades representa o povo. Suas instalações são equipadas com áudio-visual e outros sistemas adaptáveis a vários encontros, possuindo uma cabine de linguagem. 

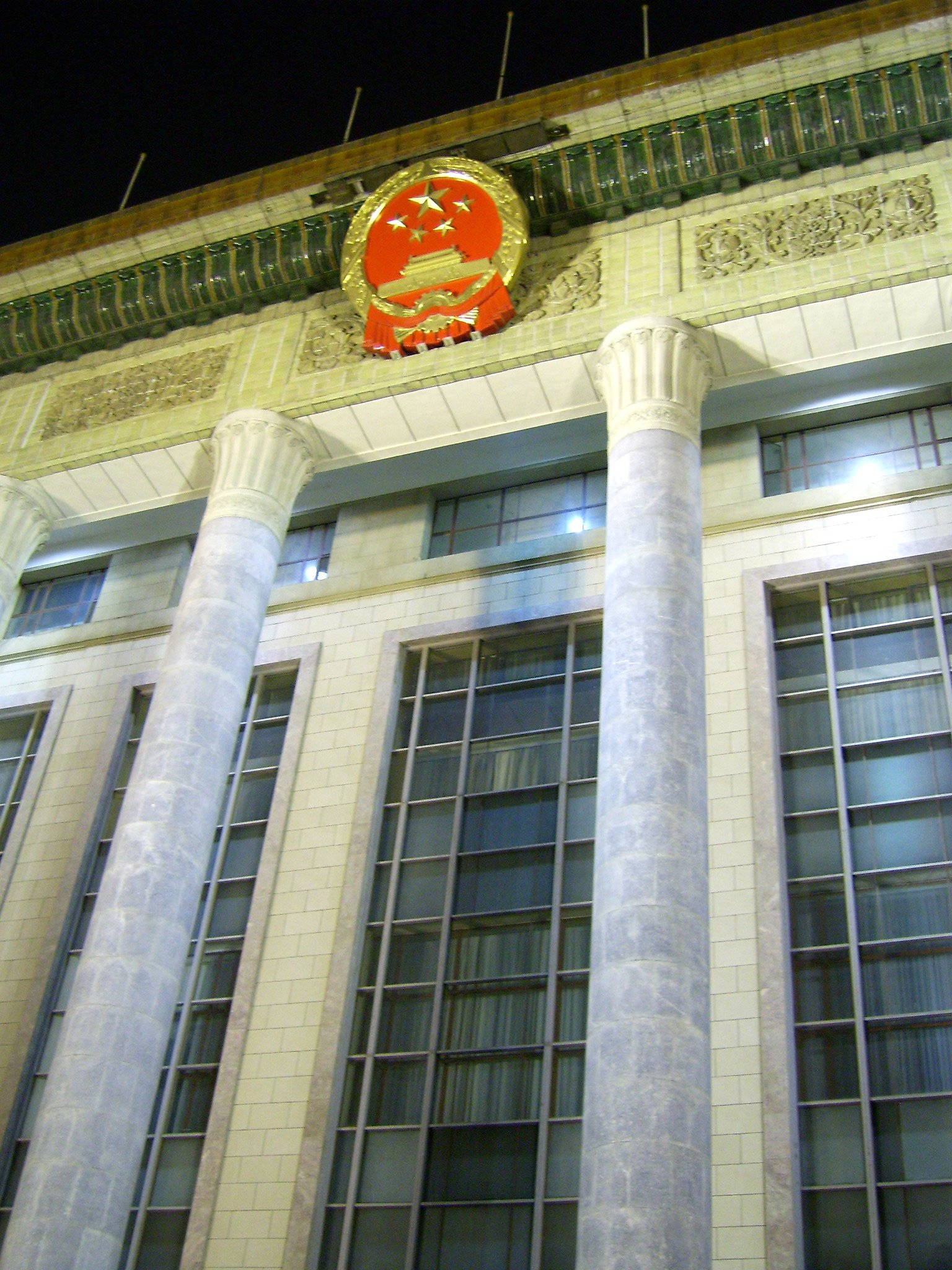
Fachada do Grande Salão do Povo (pode ser obervado o Brasão Comunista da China).

O Salão do Banquete do Estado possui uma área de 7000 metros quadrados podendo abrigar 7000 convidados, e até 5000 pessoas podem jantar simultaneamente (como foi feito na visita de Richard Nixon à China em 1972).

## Uso
O Grande Salão do Povo é a plataforma política de Pequim e casa do Congresso Nacional do Povo. Anualmente, no mês de março, o Grande Salão do Povo recebe a Liǎnghuì (conhecidas como "Duas Sessões"), em que tanto os chineses da Conferência Consultiva Política do Povo Chinês e do Congresso Nacional do Povo reúnem-se em sessões com duração de duas a três semanas, no Grande Auditório. O Partido Comunista da China também realiza seu Congresso Nacional, de cinco em cinco anos, no Grande Salão do Povo. Este enorme edifício é aberto ao público quando a conferência nacional não está em sessão. Nos últimos anos, apresentações e concertos foram também realizados no Grande Salão, como o que contou com o famoso cantor de ópera Pavarotti.